# 大衛·阿爾羅伊

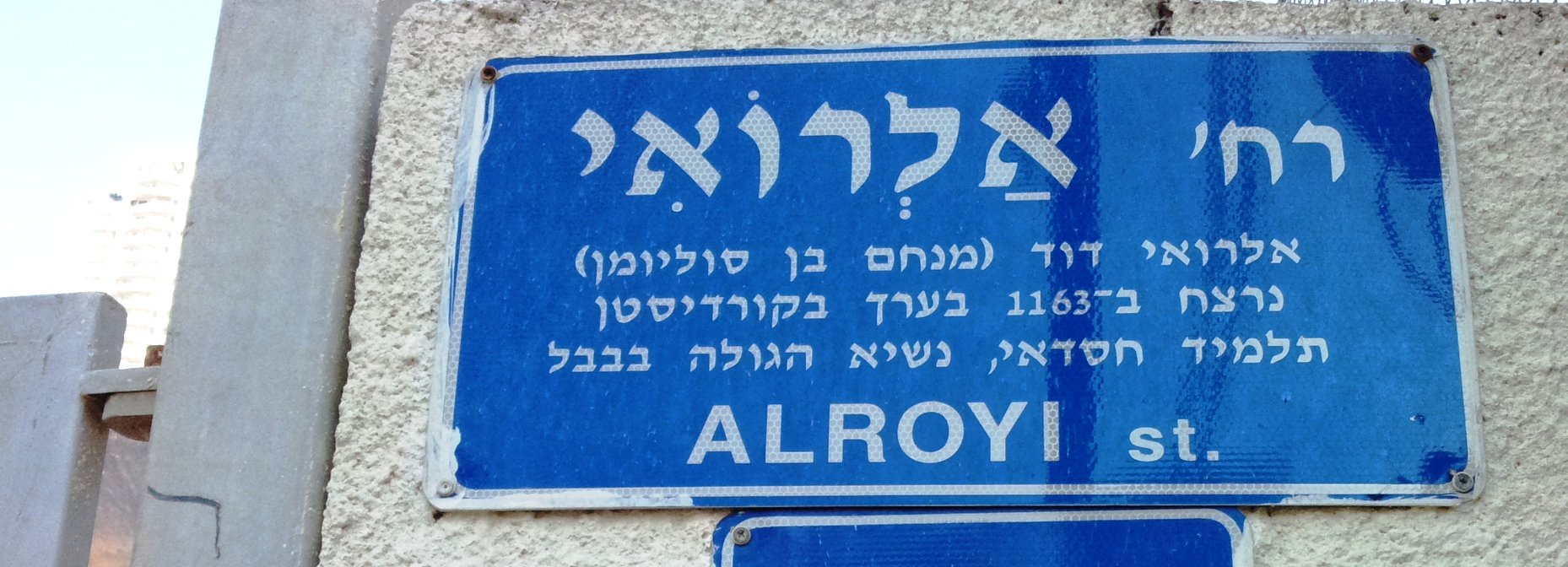
特拉維夫以阿爾羅伊命名的道路路牌

大衛·阿爾羅伊（阿拉伯语：‎,， 希伯來語：‎），又稱伊本·阿爾羅伊，是一位出生於伊拉克阿馬迪耶的猶太人，原名梅納赫姆·本·所羅門（希伯來語：‎），自稱是彌賽亞。 他在流亡領袖哈斯代和巴格達學院院長阿里的指導下學習《妥拉》和《塔木德》，他也精通回教文學，並以魔術聞名。
他出生時名為梅納赫姆·本·所羅門，但當他開始自稱是彌賽亞時，他採用了“大衛·阿爾羅伊”這個名字（“阿爾羅伊”可能意味著“受啟發的人”）。大衛·阿爾羅伊領導了一場反對塞爾柱帝國蘇丹穆格台菲的起義，並呼籲受壓迫的猶太社區跟隨他前往耶路撒冷，在那裡他將成為他們的國王，並將猶太人從穆斯林手中解放出來。他在查夫坦山區招募支持者，並向摩蘇爾、巴格達和其他城鎮寫信，宣揚他的神聖使命。
阿爾羅伊說服了許多猶太人加入他的行列。他決定攻擊他的家鄉阿馬迪耶，並指示他的支持者在長袍下藏著劍和其他武器，以研究《塔木德》為藉口，聚集在該城市。